# Самойлова-Яхонтова Наталія Сергіївна
Наталія Сергіївна Самойлова-Яхонтова (15 серпня 1896 — 1994) — радянський і російський астроном.

## Біографія
Народилася в Харкові, навчалася на Вищих жіночих Бестужевських курсах у Петрограді, в 1917 перевелася в Харківський університет, який закінчила в 1919. З 1922 працювала в Астрономічному інституті в Ленінграді (нині Інститут теоретичної астрономії РАН) на посаді обчислювача, в 1936—1942 — завідувачка сектором теоретичної астрономії та небесної механіки цього інституту. Під час Німецько-радянської війни працювала в Державному оптичному інституті. У 1945—1956 — керівник відділу малих планет і комет Інституту теоретичної астрономії АН СРСР, з 1946 — професор.
Основні праці в області двох розділів теоретичної астрономії — рішення задачі трьох тіл і визначення планетних і кометних орбіт. Виконала низку робіт, присвячених одній з найважливіших проблем небесної механіки — поліпшення збіжності розкладів пертурбаційної функції в тригонометричні ряди і застосування у зв'язку з цим так званої регуляризуючої змінної. Показала можливість практичного застосування розроблених нею методів для визначення руху астероїдів. Поліпшила існуючі раніше методи диференціального виправлення планетних і кометних орбіт. Організувала та очолила роботу з обчислення та складання ефемерид малих планет. Керувала виданням щорічника «Ефемериди малих планет», яким широко користуються у всіх країнах світу. Служба малих планет СРСР під її керівництвом зайняла найважливіше місце у всій системі світових спостережень цих об'єктів. Провела велику роботу з обчислення математичних, балістичних та інших таблиць.
На її честь було названо астероїд 1653 Яхонтовія